# 30.ª Bienal Internacional de Arte de São Paulo
- A 30.ª Bienal Internacional de Arte de São Paulo aconteceu entre setembro e dezembro de 2012 com o tema "A Iminência das Poéticas". O evento teve  curadoria do venezuelano Luis Pérez-Oramas e contou com a participação de 113 artistas.

Durante o evento, foi furtada uma aquarela dentre as 222 expostas pelo artista espanhol radicado no Brasil Daniel Steegmann Mangrané.

## Recepção
A curadoria da mostra recebeu elogios por parte de críticos e curadores presentes nos dias de visitação para imprensa e convidados aprovaram e elogiaram a curadoria minimalista do venezuelano Luis Pérez-Oramas.